# Macroteleia upoluensis
Macroteleia upoluensis är en stekelart som beskrevs av David Timmins Fullaway 1939. 
Macroteleia upoluensis ingår i släktet Macroteleia och familjen Scelionidae. Inga underarter finns listade i Catalogue of Life.